# Splitsdoosje

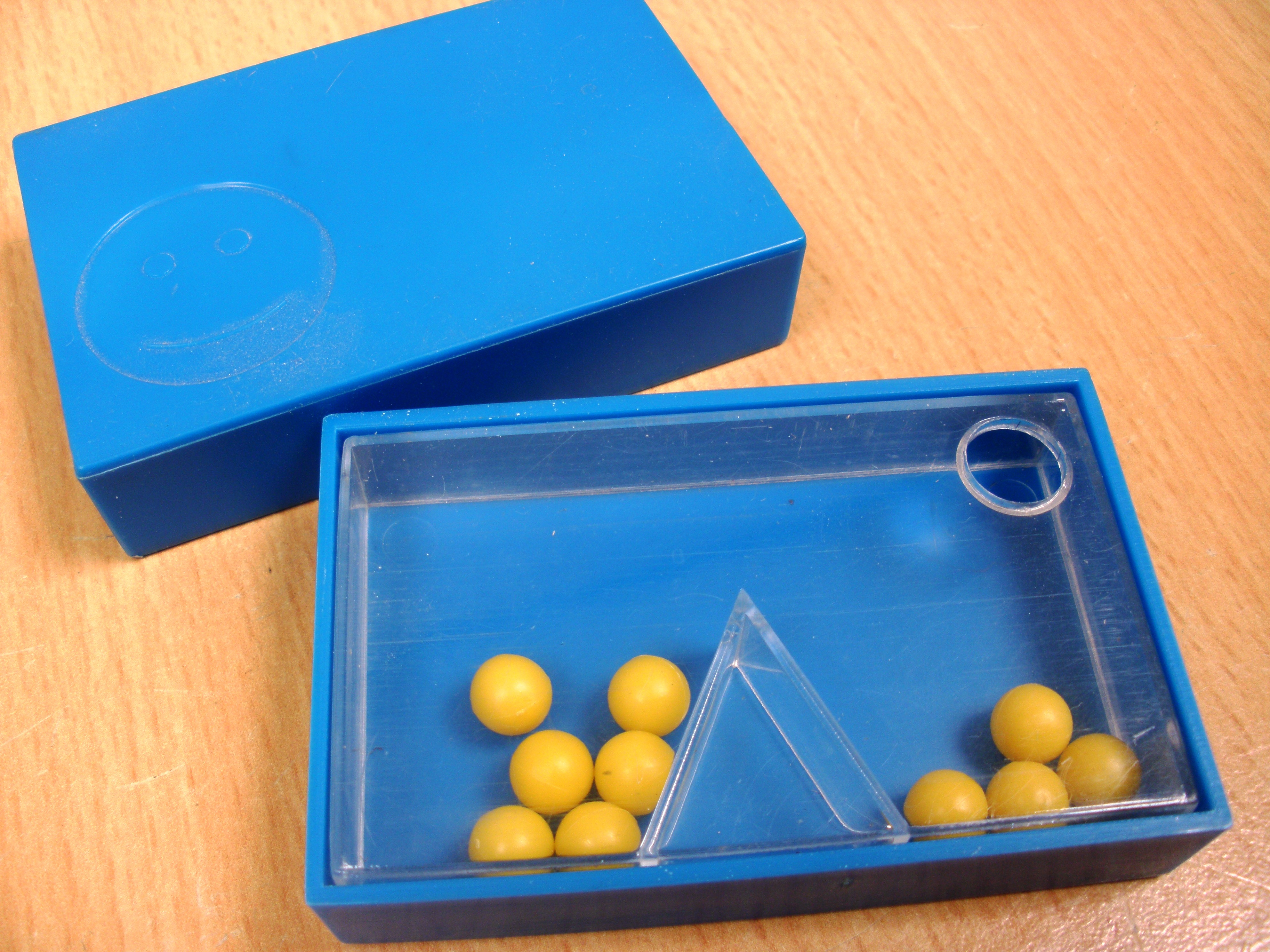
Splitsdoosje

Een splitsdoosje is een leermiddel dat gebruikt kan worden tijdens de rekenlessen in de eerste groepen van de basisschool.

## Beschrijving en werking
Een splitsdoosje bestaat uit twee delen, zoals bij een luciferdoosje. Het doorzichtige binnendoosje is verdeeld in twee compartimenten en omgeven door een niet-doorzichtige huls. In het binnendoosje kunnen balletjes worden gedaan, in de meeste gevallen 10. Hierna wordt het doosje dichtgeschoven en geschud.

De balletjes worden verdeeld over de twee compartimenten en het doosje wordt voor de helft opengeschoven, zodat te zien is hoeveel balletjes er in het ene compartiment zitten. Kinderen moeten nu uitrekenen hoeveel balletjes er dus in het niet-zichtbare compartiment zitten.

Er kunnen balletjes worden verwijderd of toegevoegd middels een klein gaatje in het binnenste doosje. Zodoende kan het doosje 'meegroeien' met de ontwikkeling van het kind, bijvoorbeeld eerst 5 balletjes splitsen en later 12.

## Gebruik
Een splitsdoosje wordt meestal gebruikt in groep 3 van de basisschool om het zogenaamde splitsen te oefenen. Hierbij wordt het getal 10 telkens verdeeld in verschillende hoeveelheden, bijvoorbeeld 6 en 4 of 2 en 8. Het splitsen is een rekenvoorwaarde die voorafgaat aan het rekenen over het tiental. Bij de som 8 + 7 = wordt de 7 gesplitst in 2 en 5: het tiental wordt volgemaakt met de 2 en daarna wordt hier nog 5 bij opgeteld.
Het splitsen is ook een voorwaarde voor het kunnen maken van abstracte sommen:

```
       5

      / \

     3   2

3 + 2 = 5

2 + 3 = 5

5 - 3 = 2

5 - 2 = 3
```

## Vormen
In de handel zijn splitsdoosjes kant-en-klaar te koop. Deze zijn meestal gemaakt van plastic. Een splitsdoosje kan ook zelf worden gemaakt van een luciferdoosje of een sigarendoos. Hiervoor kunnen kralen of knikkers worden gebruikt.